# 中部非洲历史
中部非洲历史是指中部非洲的歷史，可分为史前史、古代史、殖民時期和后殖民时期。至少在距今2,000,000 年前，現今的刚果民主共和国境內就已出現人族。公元前3000年至公元前2500年中非共和国和喀麦隆境內已有人掌握炼铁技術。 